# Pyrinia cerocampata
Pyrinia cerocampata es una especie de polilla de la familia Geometridae. La especie fue descrita por primera vez por Achille Guenée habiendo sido descrita en 1858, con distribución en el estado de Pará, Brasil. Se han descrito especímenes en Guayana Francesa y Bolivia.

## Descripción
Es una polilla de color amarillo brillante. La cabeza y la parte anterior del tórax son ocráceas. Las tibias posteriores se ven engrosadas en comparación con otras especies. Las alas se ven finamente veteadas de marrón, con una banda oblicua recta y roja, La parte inferior cuenta con las marcas rojas mucho más predominante. Las alas anteriores cuentan con marcas negras a lo largo de la costa y, una mancha roja en el disco, otra hacia atrás y cerca de la base, y una tercera en el ángulo interno. Las alas posteriores cuentan con una mancha apical roja.